# گایرستال
گایرستال (به آلمانی: Geiersthal) یک شهر در آلمان است که در بایرن واقع شده‌است.

## خصوصیات
گایرستال ۲۲٫۳۸ کیلومترمربع مساحت دارد ۵۰۵ متر بالاتر از سطح دریا واقع شده‌است.